# Barret mexicà
El barret mexicà és un barret amb la copa més o menys alta, de fins a 45cm i rematada en punta, amb pedradas i chapetas, i una ala perimetral molt ampla i girada amunt, aixecada per la part posterior fins a 15,5cm, de manera que protegeixi del sol. És lligadura privativament mexicana, la més usada tradicionalment a Mèxic en medis rurals, i ha esdevingut símbol antonomàstic d'aquell país.

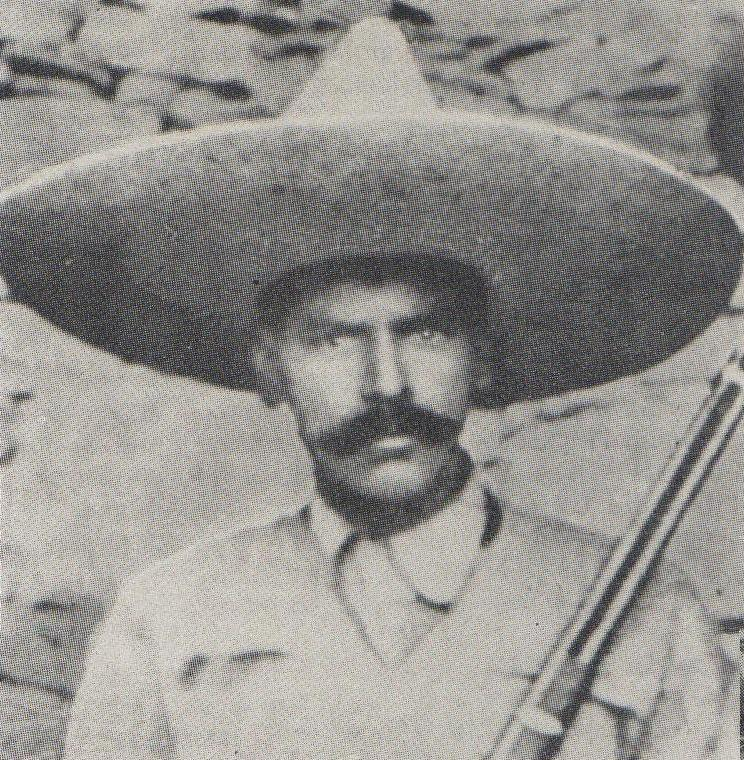
Revolucionari zapatista (1913) amb barret mexicà

A Mèxic aquest tipus de capell s'anomena sombrero charro, perquè és propi dels charros ('vaquers') i dels pagesos; en altres països hispanòfons, generalment rep el nom de sombrero mejicano ('barret mexicà'). La denominació catalana, o bé és de formació autònoma, o bé reflecteix la usada en espanyol europeu. Hi ha moltes llengües, entre les quals la majoria de romàniques, germàniques i eslaves, que han adoptat el castellanisme sombrero (genèric en espanyol per a 'barret') com a nom específic del barret mexicà, potser per intermediació del francès o de l'anglès.
El barret mexicà sorgí com a adaptació del barret de palla a la forta insolació del clima mexicà. La versió de palla és la usada tradicionalment per les classes populars; n'existeixen versions molt ornamentades i fetes en feltre o teixits nobles, per a ús de les classes altes.
El barret mexicà va atènyer la celebritat mundial arran de l'ús massiu que en feren els nombrosos exèrcits irregulars, milícies populars, etc., que combateren amb indumentària civil durant la Revolució Mexicana (1910-1920): només el bàndol governamental comptava amb exèrcit regular, i, doncs, amb tropes vestides amb uniforme pròpiament dit.
Avui dia el barret mexicà no és d'ús habitual en medis urbans, fora de festes folklòriques, celebracions patriòtiques, etc. Aquells cantants i grups folklòrics mexicans que conreen gèneres com el corrido, el mariachi, etc., acostumen de vestir-se de charro, la qual cosa comporta cofar-se amb barret mexicà.
Almenys des de la dècada de 1960, en moltes localitats costaneres dels Països Catalans és habitual vendre imitacions del barret mexicà com a souvenir per a turistes, tot aprofitant la demanda generada per uns visitants que, generalment, ignoren l'existència de la cultura autòctona i hi cerquen "Espanya", i una Espanya feta de tòpics primaris on els barrets mexicans conviuen coherentment amb tablaos, toreros, manolas i companyia.